# Axel Springer
Axel Cäsar Springer (født 2. maj 1912 i Altona, Hamburg, død 22. september 1985 i Vestberlin) var en tysk journalist og grundlægger af medievirksomheden Axel Springer AG. 
Springer, der var søn af en udgiver, grundlagde i 1947 Axel Springer GmbH i Hamburg. I begyndelsen udgav virksomheden Hamburger Abendblatt samt en række ugeblade, herunder tv-bladet Hör zu, men i 1952 udkom husets mest populære udgivelse, tabloidavisen Bild til. Koncernen lancerede flere udgivelser i de kommende år. I de sene 1960'ere blev Springer angrebet af den radikale venstreorienterede, kommunistiske og anarkistiske studenterbevægelse for mediernes politiske ståsted, der var anti-kommunistisk og borgerligt. Bild var også genstand for kritik fra forfatteren Heinrich Böll. 
I 1980 var Springer en af grundlæggerne af en konservativ interesseorganisation, Bürgeraktion Demokraten für Strauß, der støttede Franz Josef Strauß som kansler.
Axel Springer var medlem af frimurerordenen i Vesttyskland. Han var gift en række gange, senest med Friede Springer, der var ansat i Springer-huset. Hun er i dag leder af og arving til virksomheden. Springer forpligtede arvingerne til ikke at sælge noget af virksomheden før 2015.